# لایبرتینگن
لایبرتینگن (به آلمانی: Leibertingen) یک شهر در آلمان است که در Sigmaringen واقع شده‌است. لایبرتینگن ۲٬۲۴۸ نفر جمعیت دارد.